# Сумрак (серија романа)
Сумрак (енгл. Twilight) је романтично-фантастични серијал романа америчке списатељице Стефани Мајер. Књиге из серијала Сумрак продате су у више од 40 милиона примерака широм света и преведене су на 37 светских језика. То су такође најпродаваније књиге на свету у 2008.
Серијал Сумрак чине пет књига — Сумрак, Млади месец, Помрачење, Праскозорје и Поноћно сунце. Главна јунакиња Бела Свон заљубљује се у вампира Едварда Калена, и књиге прате њихову необичну љубав.

## Тема и инспирација
Како ауторка тврди, њене књиге су „о животу, не о смрти“ и „љубави, не пожуди“. Свака књига је инспирисана и базирана на различитим књижевним класицима: Сумрак на роману Гордост и предрасуде Џејн Остин, Млади месец на драми Ромео и Јулија Вилијема Шекспира, Помрачење на роману Оркански висови Емили Бронте, а Праскозорје на још једној Шекспировој драми, Сан летње ноћи.
Друга тема серијала је такође могућност избора и слободна воља. Мајер каже како су романи концентрисани око Белиног избора да изабере свој животни пут сама, и избора Каленових да се обуздају од убијања уместо да прате своја искушења. „Заиста мислим да има неке метафоре иза мојих вампира. Није битно да ли сте 'заглављени' у животу или размишљате о томе шта треба да урадите; увек можете да урадите нешто друго. Увек постоји друга стаза“, рекла је Мајер. Такође је рекла да не сматра да су њене књиге мрачне: „Увек ће бити пуно светла у мојим причама“.

## Књиге
- 2005: Сумрак
- 2006: Млади месец
- 2007: Помрачење
- 2008: Праскозорје
- 2020: Поноћно сунце

## Радња

### "Сумрак"
Бела Свон се сели из Феникса, Аризона, код свог оца који живи у Форксу, Вашингтон, како би њена мајка могла да путује са својим новим мужем, играчем бејзбола у нижој лиги. У Форксу, Бела упознаје мистериозног прелепог младића, Едварда Калена. Она касније сазнаје да је он члан породице вампира, који, да би се прехранили, користе животињску крв уместо људске. Едвард и Бела се заљубљују, али Џејмс, окрутни вампир из другог ковена, жели Белину крв. Едвард и остатак породице Кален брани Белу, која бежи у Феникс, али је тамо заробљава Џејмс, који покушава да је убије. Он је рањава, али је Едвард спасава и они се враћају у Форкс.

### "Млади месец"
Едвард и његова породица напуштају Форкс зато што он верује да ће тако сачувати Белу од опасности. Бела запада у тешку депресију, и за то време развија јако пријатељство са вукодлаком Џејкобом Блеком. Џејкоб и други вукодлаци из његовог племена морају да заштите Белу од Викторије, вампира који жели да освети Џејмсову смрт тако што ће убити Белу. Захваљујући сплету разних околности, Едвард верује да је Бела мртва, и зато одлучује да почини самоубиство у Волтери, Италија. И пре него што је то учинио, Бела и његова сестра Алис га заустављају. Они се срећу са Волтуријевима, моћним ковеном вампира, који их пуштају да се врате кући под условом да Бела буде претворена у вампира. Бела и Едвард су поново заједно, и Каленови се враћају у Форкс.

### "Помрачење"
Вампир Викторија је створила армију „новорођених“ вампира како би поразила Каленове и убила Белу. За то време, Бела је приморана да изабере између своје везе с Едвардом и пријатељства са Џејкобом. Едвардова породица и Џејкобов чопор склапају савез како би победили Викторију и њену армију. На крају, Бела бира Едвардову љубав уместо Џејкобове, и пристаје да се уда за њега.

### "Праскозорје"
Бела и Едвард се венчавају, али њихов медени месец прекида Бела када сазна да је трудна. Њена трудноћа брзо пролази и изузетно је слаби. Она замало умире рађајући кћерку Ренесме, али је Едвард спашава угризом и претварајући је у вампира. Вампир из другог ковена види Ренесме и, не знајући да је дете пола-човек, а пола-вампир, говори Волтуријевима да је Ренесме „бесмртно дете“. Каленови ипак убеђују Волтуријеве да Ренесме није бесмртна и да не представља опасност за остале вампире, те их Волтуријеви коначно остављају на миру.

## Ликови
- Листа ликова из серијала романа Сумрак

## Филмске верзије
- Види: Сумрак (филм из 2008).

2007. године, филмски студио Summit Entertainment откупио је права од Стефани Мајер за снимање филма Сумрак, по њеној истоименој књизи. Сценарио је адаптирала Мелиса Розенберг, а филм је режирала Кетрин Хардвик. Улоге Беле Свон и Едварда Калена добили су Кристен Стјуарт и Роберт Патисон. Светска премијера одржана је 21. новембра 2008. године, и филм је постигао огроман комерцијални успех.
22. новембра 2008. потврђено је да ће, усред огромног успеха филма Сумрак, бити снимљен и наставак, базиран на другој књизи из серијала, роману Млади месец.